# Gouverneur colonial de la Gambie
Le Gouverneur colonial de la Gambie est le représentant de la couronne britannique en Gambie, depuis l'occupation de l'île de St Mary, l'actuelle île Banjul, jusqu'à l'indépendance du pays en 1965.

## Commandants de l'île Saint Mary (1816–1830)
| Portrait | Début mandat  | Fin mandat      | Durée                     | Nom                                   | Précédent poste                    | Monarque             |
| -------- | ------------- | --------------- | ------------------------- | ------------------------------------- | ---------------------------------- | -------------------- |
|          | 23 avril 1816 | 1er août 1826   | 10 ans, 3 mois et 9 jours | Lieutenant Colonel Alexander Grant    | Officier de la Royal African Corps | George III George IV |
|          | 1er août 1826 | 8 mars 1829     | 2 ans, 7 mois et 7 jours  | Colonel Alexander Findlay             | Officier de la Royal African Corps | George IV            |
|          | 8 mars 1829   | 8 août 1829     | 5 mois                    | William Hutton (intérimaire)          |                                    | George IV            |
|          | 8 août 1829   | 28 janvier 1830 | 5 mois et 20 jours        | Capitaine James Jackson (intérimaire) | Officier de la Royal African Corps | George IV            |

## Lieutenants-Gouverneurs de la Gambie (1830–1843)
| Portrait | Début mandat      | Fin mandat        | Durée                    | Nom                               | Précédent poste                                          | Monarque               |
| -------- | ----------------- | ----------------- | ------------------------ | --------------------------------- | -------------------------------------------------------- | ---------------------- |
|          | 28 janvier 1830   | 17 avril 1830     | 2 mois et 20 jours       | Colonel Alexander Findlay         | Commandant de l'île Saint Mary (1826–1829)               | George IV Guillaume IV |
|          | 17 avril 1830     | 20 septembre 1837 | 7 ans, 5 mois et 3 jours | George Rendall                    |                                                          | Guillaume IV Victoria  |
|          | 21 septembre 1837 | 2 février 1839    | 1 an, 4 mois et 12 jours | Anthony Clogstoun (intérimaire)   |                                                          | Victoria               |
|          | 2 février 1839    | 17 septembre 1839 | 7 mois et 15 jours       | Major William Mackie              | Officier de la 88e Regiment de Foot                      | Victoria               |
|          | 17 septembre 1839 | 9 avril 1840      | 6 mois et 23 jours       | Thomas Lewis Ingram (intérimaire) | Secrétaire colonial intérimaire de la Gambie (1837–1839) | Victoria               |
|          | 9 avril 1840      | 31 mai 1841       | 1 an, 2 mois et 22 jours | Capitaine Henry Vere Huntley      | Capitaine de la HMS Lynx                                 | Victoria               |
|          | 31 mai 1841       | 1er avril 1843    | 1 an, 10 mois et 1 jour  | Thomas Lewis Ingram (intérimaire) | Secrétaire colonial de la Gambie (1840–1841)             | Victoria               |

## Gouverneurs de la Gambie (1843–1866)
| Portrait | Début mandat       | Fin mandat         | Durée                     | Nom                               | Précédent poste                                           | Monarque |
| -------- | ------------------ | ------------------ | ------------------------- | --------------------------------- | --------------------------------------------------------- | -------- |
|          | 1er avril 1843     | 26 août 1843       | 4 mois et 25 jours        | Henry Froude Seagram              |                                                           | Victoria |
|          | 26 août 1843       | 1er octobre 1843   | 1 mois et 5 jours         | Thomas Lewis Ingram (intérimaire) | Lieutenant-Gouverneur de la Gambie (1841–1843)            | Victoria |
|          | 1er octobre 1843   | 1er mars 1844      | 5 mois                    | Edmund Nash Norcott               |                                                           | Victoria |
|          | 1er mars 1844      | 7 août 1844        | 5 mois et 6 jours         | Thomas Lewis Ingram (intérimaire) | Gouverneur intérimaire de la Gambie (1843)                | Victoria |
|          | 7 août 1844        | 10 décembre 1844   | 4 mois et 3 jours         | John Isles Mantell                |                                                           | Victoria |
|          | 10 décembre 1844   | 19 avril 1847      | 2 ans, 4 mois et 9 jours  | Capitaine Charles Fitzgerald      |                                                           | Victoria |
|          | 19 avril 1847      | 22 décembre 1847   | 7 mois et 3 jours         | Thomas Lewis Ingram (intérimaire) | Gouverneur intérimaire de la Gambie (1844)                | Victoria |
|          | 22 décembre 1847   |                    | 4 ans                     | Richard Graves MacDonnell         | Juge de la cour suprême de la Gambie (1843–1847)          | Victoria |
|          | 1851               | 1852               | 1 an                      | Arthur Edward Kennedy             | Administrateur de la Commission de la loi sur les pauvres | Victoria |
|          | 1852               | 1er avril 1859     | 7 ans                     | Luke Smythe O'Connor              |                                                           | Victoria |
|          | 1er avril 1859     | 1er septembre 1859 | 5 mois                    | D. Robertson (intérimaire)        |                                                           | Victoria |
|          | 1er septembre 1859 | 19 février 1866    | 6 ans, 5 mois et 18 jours | Colonel George Abbas Kooli D'Arcy | Officier du 3e Regiment Inde Ouest                        | Victoria |

## Administrateurs de la Gambie (1866–1901)
| Portrait | Début mandat      | Fin mandat        | Durée                     | Nom                                               | Précédent poste                                             | Monarque |
| -------- | ----------------- | ----------------- | ------------------------- | ------------------------------------------------- | ----------------------------------------------------------- | -------- |
|          | 19 février 1866   | 1869              | 3 ans                     | Vice-Admiral Charles George Edward Patey          | Administrateur de Lagos (1866)                              | Victoria |
|          | 1869              | 1871              | 3 ans                     | Alexander Bravo (intérimaire)                     |                                                             | Victoria |
|          | 1871              | 1873              | 2 ans                     | Jeremiah Thomas Fitzgerald Callaghan              | Gouverneur du Territoire fédéral de Labuan (1861–1866)      | Victoria |
|          | 1873              | 12 février 1875   | 2 ans                     | Cornelius Hendricksen Kortright                   | Lieutenant-Gouverneur de Tobago (1864-1872)                 | Victoria |
|          | 1er juin 1875     | 30 mars 1877      | 1 an, 9 mois et 29 jours  | Chirurgien de Brigade Samuel Rowe                 | Chirurgien colonial de la colonie de la Côte-de-l'Or (1875) | Victoria |
|          | 12 février 1875   | 9 janvier 1877    | 1 an, 10 mois et 28 jours | Capitaine Henry T. M. Cooper (intérimaire)        |                                                             | Victoria |
|          | 30 mars 1877      | 1884              | 7 ans                     | Chirurgien de Brigade Valesius Skipton Gouldsbury |                                                             | Victoria |
|          | 1884              | 1886              | 2 ans                     | Cornelius Alfred Moloney                          |                                                             | Victoria |
|          | 1886              | 1er décembre 1888 | 2 ans                     | James Shaw Hay                                    | Officier de la 89e Punjabis                                 | Victoria |
|          | 1er décembre 1888 | 1891              | 3 ans                     | Gilbert Thomas Carter                             | Trésorier de la Gambie (1882–1888)                          | Victoria |
|          | 1891              | 1900              | 9 ans                     | Robert Baxter Llewelyn                            | Commissaire de Sainte Lucie (1889–1891)                     | Victoria |
|          | 1900              | 11 janvier 1901   | 1 an                      | Sir George Chardin Denton                         | Secrétaire colonial de Lagos (1900)                         | Victoria |

## Gouverneurs de la Gambie (1901–1965)
| Portrait | Début mandat      | Fin mandat        | Durée                       | Nom                                        | Précédent poste                                                      | Monarque                      |
| -------- | ----------------- | ----------------- | --------------------------- | ------------------------------------------ | -------------------------------------------------------------------- | ----------------------------- |
|          | 11 janvier 1901   | 21 décembre 1911  | 10 ans, 11 mois et 10 jours | George Chardin Denton                      | Administrateur de la Gambie (1900–1901)                              | Victoria Édouard VII George V |
|          | 21 décembre 1911  | 11 avril 1914     | 2 ans, 3 mois et 21 jours   | Lieutenant Colonel Henry Galway            | Gouverneur de Sainte-Hélène (1903–1911)                              | George V                      |
|          | 11 avril 1914     | Juillet 1920      | 6 ans                       | Edward John Cameron                        | Administrateur de Sainte-Lucie (1909-1914)                           | George V                      |
|          | 1920              | 1921              | 1 an                        | Herbert Henniker-Heaton (intérimaire)      |                                                                      | George V                      |
|          | 3 janvier 1921    | 10 mars 1927      | 6 ans, 2 mois et 7 jours    | Cecil Hamilton Armitage                    |                                                                      | George V                      |
|          | 10 mars 1927      | 29 novembre 1928  | 1 an, 8 mois et 19 jours    | Sir John Middleton                         | Gouverneur des Îles Malouines (1920–1927)                            | George V                      |
|          | 29 novembre 1928  | 11 septembre 1930 | 1 an, 9 mois et 13 jours    | Edward Brandis Denham                      | Gouverneur intérimaire du Kenya (1925)                               | George V                      |
|          | 11 septembre 1930 | 12 avril 1934     | 3 ans, 7 mois et 1 jour     | Richmond Palmer                            | Lieutenant-Gouverneur du Nigeria Nord (1925–1930)                    | George V                      |
|          | 12 avril 1934     | 22 octobre 1936   | 2 ans, 6 mois et 10 jours   | Arthur Richards                            | Gouverneur de Bornéo Nord (1930–1933)                                | George V Édouard VIII         |
|          | 22 octobre 1936   | 23 mars 1942      | 5 ans, 5 mois et 12 jours   | Thomas Southorn                            | Secrétaire colonial de Hong Kong (1925–1936)                         | Édouard VIII George VI        |
|          | 23 mars 1942      | 29 mars 1947      | 5 ans et 6 jours            | Sir Hilary Blood                           | Administrateur de Grenade (1930–1935)                                | George VI                     |
|          | 29 mars 1947      | 1er décembre 1949 | 2 ans, 8 mois et 2 jours    | Lieutenant Colonel Andrew Barkworth Wright | Secrétaire colonial de Trinité (1943–1947)                           | George VI                     |
|          | 1er décembre 1949 | 19 juin 1958      | 8 ans, 6 mois et 18 jours   | Percy Wyn-Harris                           | Commissaire et ministre des Affaires africaines du Kenya             | George VI Élisabeth II        |
|          | 19 juin 1958      | 29 mars 1962      | 3 ans, 9 mois et 10 jours   | Edward Henry Windley                       | Commissaire et ministre des Affaires africaines du Kenya (1953–1958) | Élisabeth II                  |
|          | 29 mars 1962      | 18 février 1965   | 2 ans, 10 mois et 20 jours  | Capitaine John Paul                        | Ministre dans le gouvernement de la Sierra Leone (1960–1962)         | Élisabeth II                  |